# El Vallenc
El Vallenc és un setmanari fundat el 14 d'abril de 1988 per Francesc Fàbregas, juntament amb altres col·laboradors de la Ràdio Capital de l'Alt Camp. Actualment, es distribueix a Valls i a la resta de la comarca de l'Alt Camp. La publicació compta amb 112 pàgines, 32 de les quals són a color, i surt a la venda els divendres.

## Història
A partir de l'exemplar número 210, publicat el 9 d'abril de 1992, la revista va passar a imprimir-se en color, la portada va passar a ser blava i no va ser fins al 7 d'abril de 1995, que va aparèixer el color simbòlic de la comarca i la revista: el vermell. No obstant, la portada s'ha anat modificant a la vegada d'esdevenir un lloc de reivindicació de la revista, per exemple amb el lema “Volem el museu casteller, ja!!!” present durant 6 anys o l'actual llaç groc fent referència al problema polític i social català sobre els polítics presos.
El setmanari forma part de l'empresa El Vallenc S.L; que engloba la revista Nova Conca sobre la comarca de la Conca de Barberà, l'editorial La Torratxa – construïda l'any 2001, la revista d'esports dedicada a la tercera divisió en futbol des de 2012 El Travesser i l'empresa de serveis (disseny, impressió, etc.) també formen part d'aquesta societat limitada.
Amb la pàgina web www.elvallenc.com inicien la seva versió digital l'any 2007. Sostenen una àmplia presència a Internet amb successives reformes, ja sota el domini www.elvallenc.cat, els anys 2013, 2016, 2020 i 2023.
Segons els últims estudis, el vallenc té 34.271 lectors setmanals dels quals 17.422, són lectors de la versió paper i inverteixen més de mitja hora a la lectura. Està bastant anivellat entre sexes, amb una diferència del 2% i predominen els lectors entre 35 i 55 anys. En el cas de la versió web, només inverteixen 2 minuts. I encara que està més anivellat en edats predomina el sexe masculí sobre el femení.

### Gran Gala d'El Vallenc
El setmanari comarcal lliura els seus propis premis des de 1999, un any que resultaren premiats Josep Gomis Martí, conseller de Governació i aleshores delegat del Govern de la Generalitat a Madrid; i Televisió de Catalunya, recollí el premi Jordi Vilajoana. A la Gran Gala d'El Vallenc es premia i es ret homenatge a aquelles persones que per al setmanari enalteixen la ciutat de Valls, la comarca de l'Alt Camp o el país. Des de 2011 el setmanari convoca els primers premis literaris de relats curts i articles d'opinió.

### Escorcoll
El 9 de setembre de 2017 la seva redacció va ser escorcollada per efectius de la Guàrdia Civil a la recerca d'informació relacionada amb els preparatius del referèndum sobre la independència de l'1 d'octubre. Els agents van confiscar ordinadors personals com el del president i director, Francesc Fàbregas. La revista encara està sent investigada per malversació.

## Reconeixements
El Vallenc va ser guardonat per la seva tasca informativa el 1994 amb el premi al millor mitjà comarcal Ventura Gassol, que concedeix la Diputació de Tarragona. L'any 2001, el setmanari va rebre un nou premi Ventura Gassol. La Nit de Castells de 2007, organitzada per la revista Castells, premià al setmanari com a millor iniciativa col·lectiva per aconseguir la creació d'un museu dels castells; amb el lema “Volem el museu casteller ja!!!” a portada des del 30 de setembre de 2005 fins a la mateixa data 6 anys més tard (30 de setembre de 2011). En els primers Premis de Comunicació de Tarragona, organitzats pel Col·legi de Periodistes el 2013, la publicació va rebre el guardó a la Resistència per no haver acomiadat cap treballador malgrat el context de crisi. L'any 2016, El Vallenc és premiat com la Millor Publicació de Premsa Comarcal de Catalunya.